# اسپیریتو سانتو (ریو گراند دو نورته)
اسپیریتو سانتو (به پرتغالی: Espírito Santo) یک منطقهٔ مسکونی در برزیل است که در ریو گرانده شمالی واقع شده‌است. اسپیریتو سانتو ۱۰٬۴۸۴ نفر جمعیت دارد.